# 聖龐大良主教座堂
50°20′41″N 30°29′16.3″E / 50.34472°N 30.487861°E

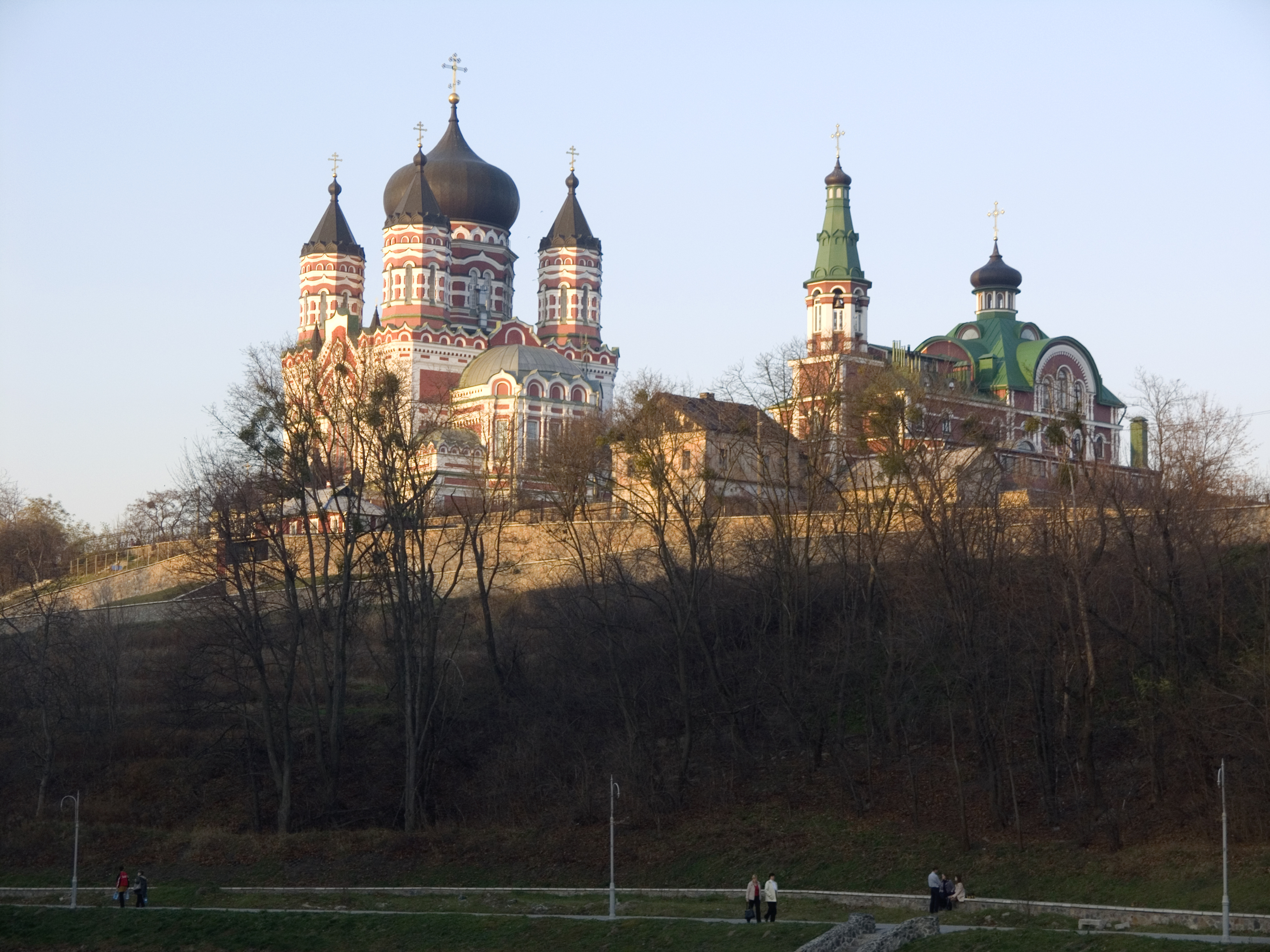
聖龐大良主教座堂

聖龐大良主教座堂是位於烏克蘭首都基輔的一座東正教大教堂，外觀類似塔林的亞歷山大·涅夫斯基主教座堂。教堂修建於1905年至1912年期間。1920年代之後，教堂曾被迫關閉並在二戰中受損。1990年代之後恢復為教堂。

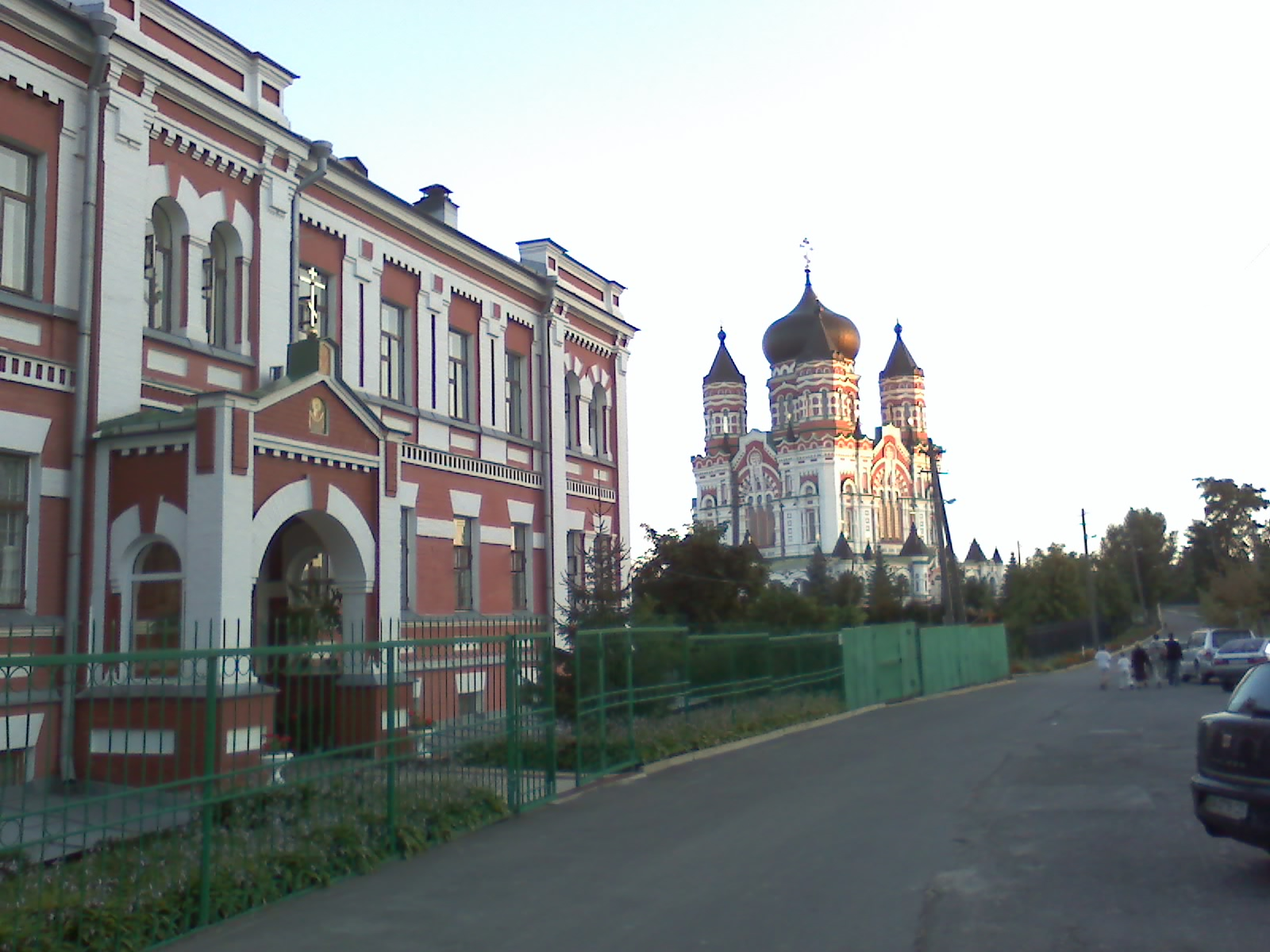
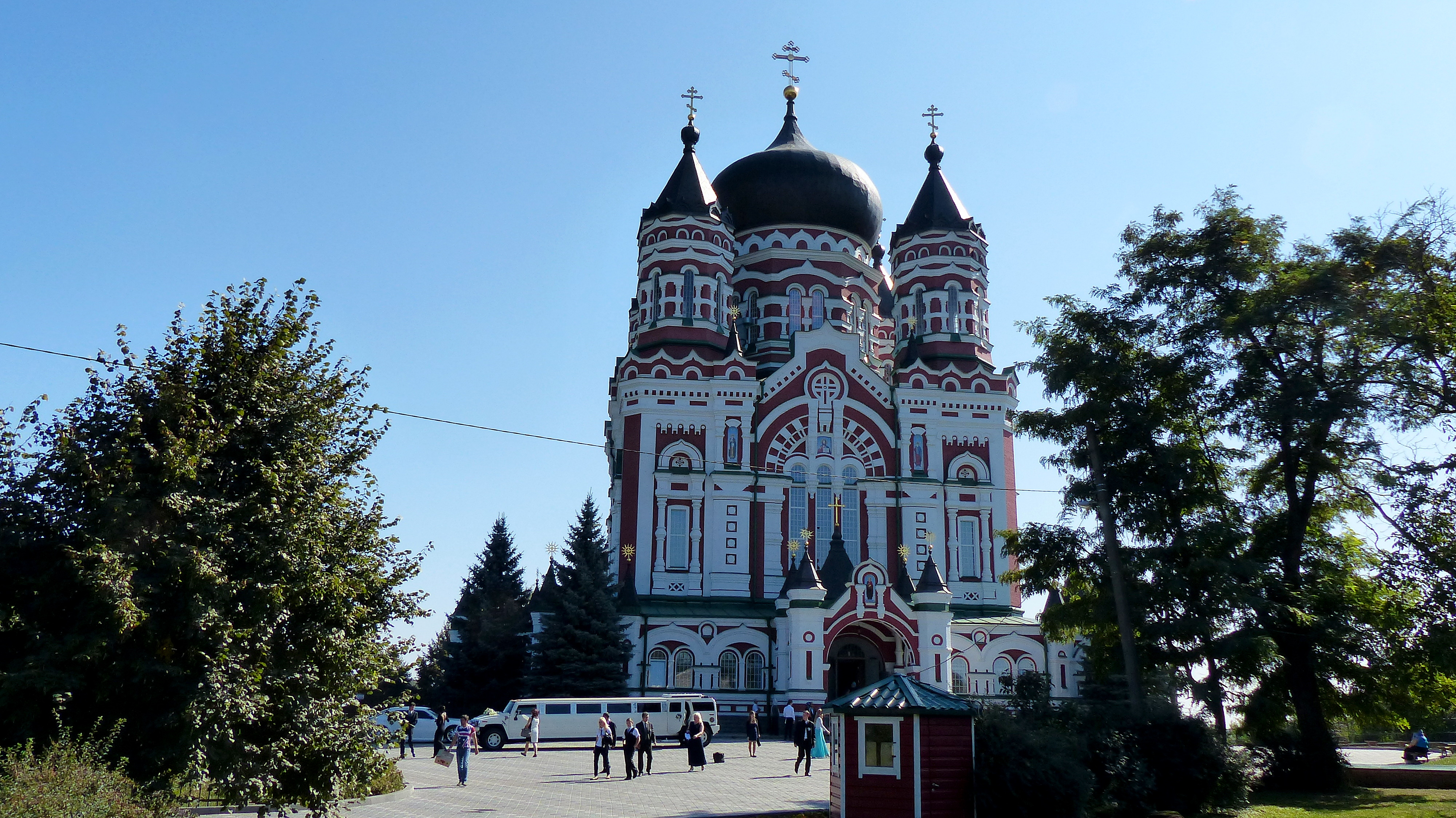
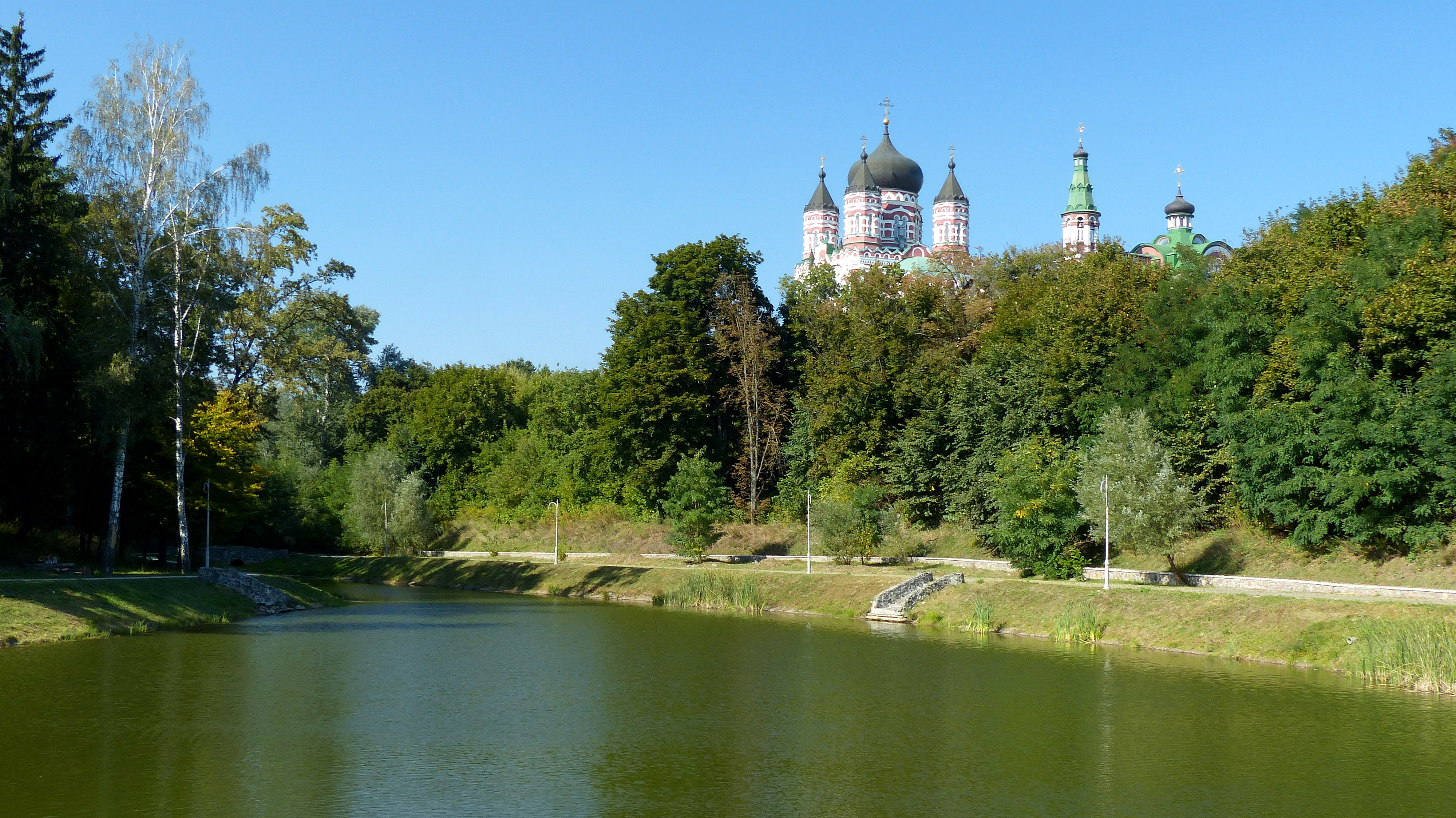
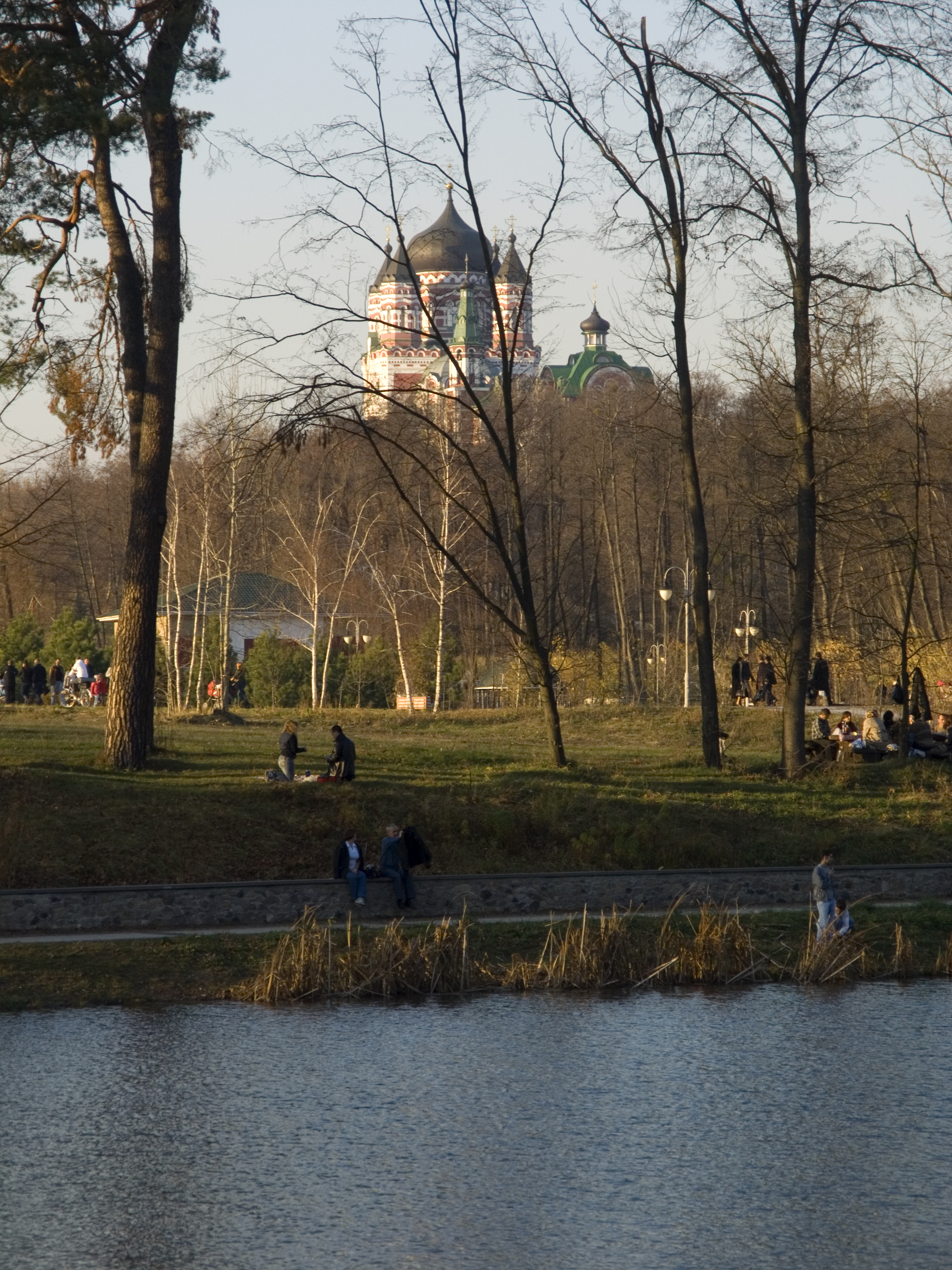
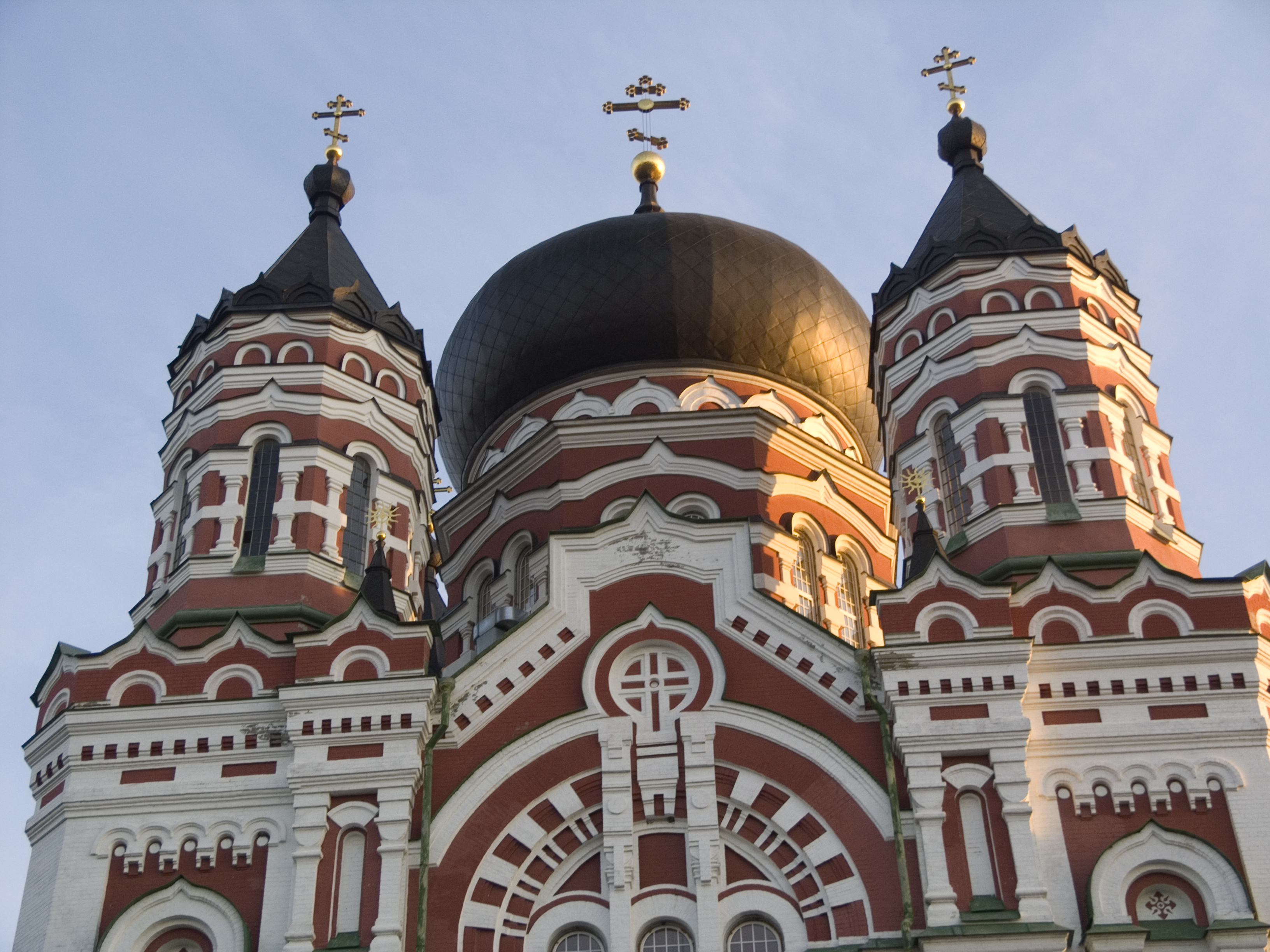
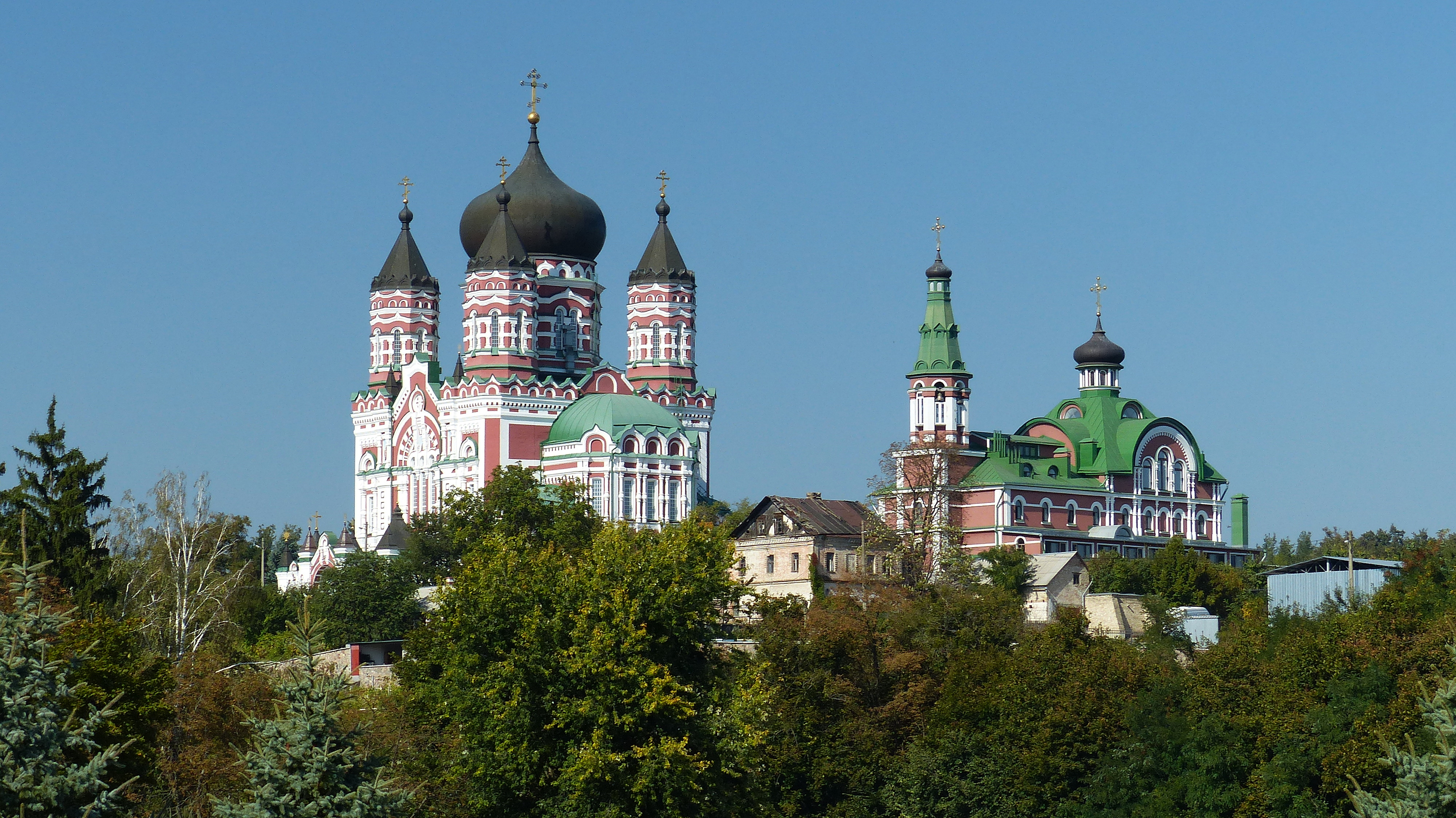
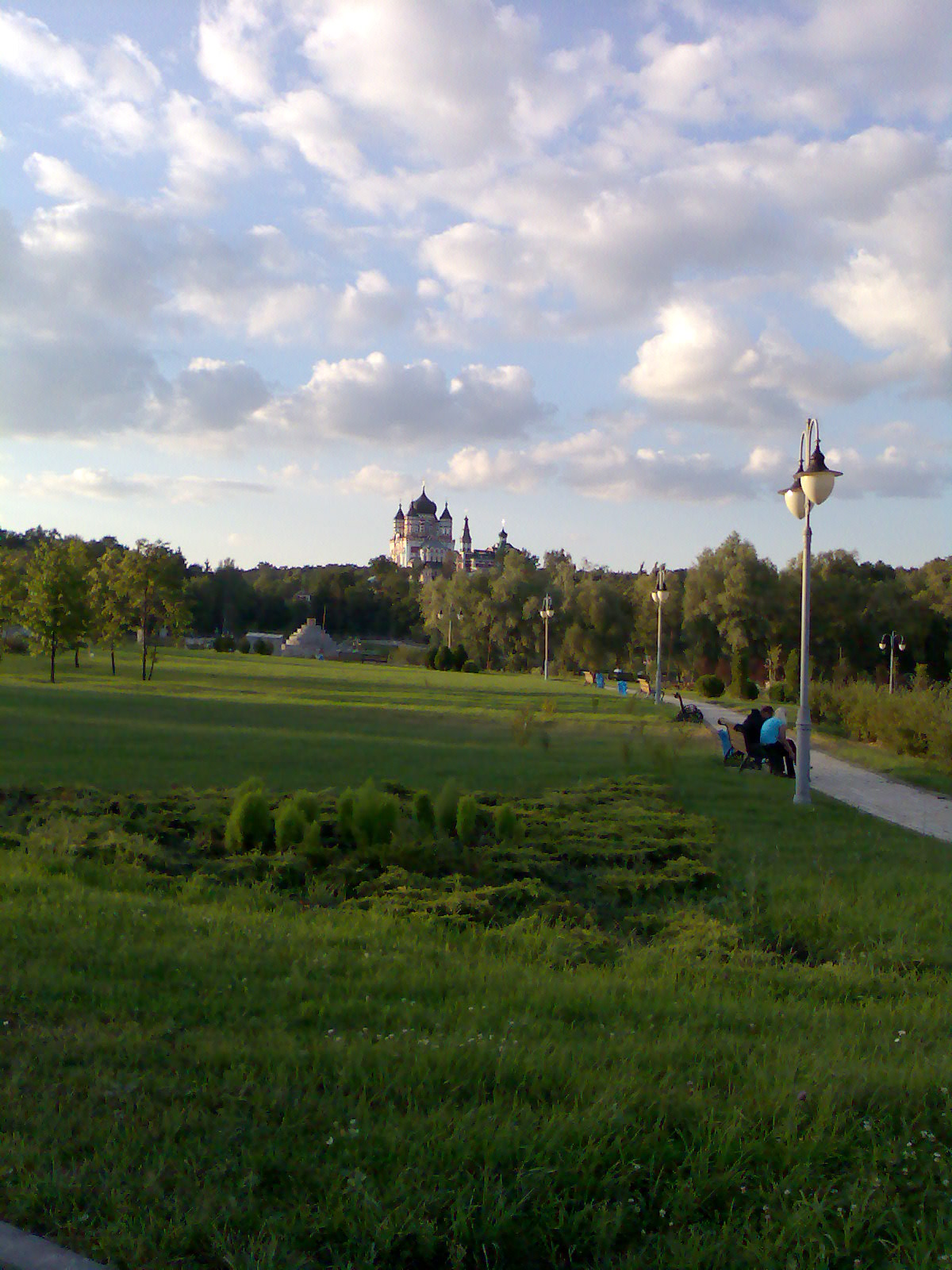
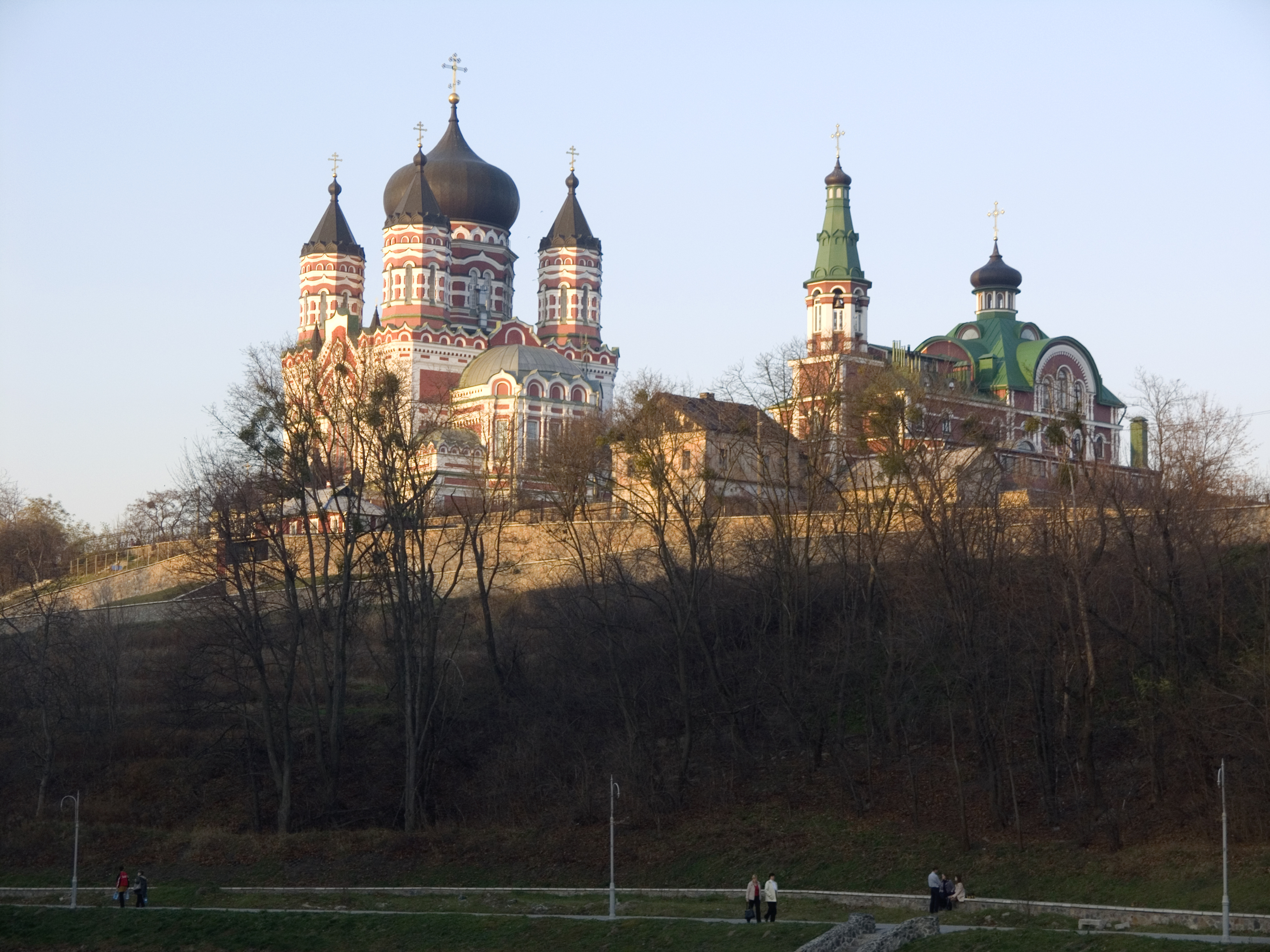